# Piet Moeskops
Peter Daniel "Piet" Moeskops (Loosduinen, 13 de novembro de 1893 - Haia, 15 de novembro de 1964 ) foi um ciclista neerlandês, que foi profissional entre 1915 e 1933. Dedicou-se ao ciclismo em pista, epecialment na velocidade. Conseguiu cinco Campeonatos do mundo de velocidade e numerosos campeonatos nacionais.

## Palmarés
- 1917
  - Campeão dos Países Baixos de velocidade
- 1920
  - Campeão dos Países Baixos de velocidade
- 1921
  - Campeão do mundo de velocidade
  - Campeão dos Países Baixos de velocidade
- 1922
  - Campeão do mundo de velocidade
- 1923
  - Campeão do mundo de velocidade 
  - Campeão dos Países Baixos de velocidade 
    - 1.º no Grande Prêmio do UVF
- 1924
  - Campeão do mundo de velocidade
- 1926
  - Campeão do mundo de velocidade
- 1927
  - Campeão dos Países Baixos de velocidade 
    - 1.º no Grande Prêmio da UCI
- 1928
  -     - 1.º no Grande Prêmio de Copenhaga
- 1929
  - Campeão dos Países Baixos de velocidade 
  - Campeão dos Países Baixos de perseguição por equipas
- 1930
  - Campeão dos Países Baixos de velocidade 
    - 1.º no Grande Prêmio do UVF
- 1931
  - Campeão dos Países Baixos de velocidade
- 1932
  - Campeão dos Países Baixos de velocidade